# Betelu
Betelu – gmina w Hiszpanii, w Nawarze, o powierzchni 7,17 km². W 2011 roku gmina liczyła 344 mieszkańców.